# Callia metallica
Callia metallica là một loài bọ cánh cứng trong họ Cerambycidae.